# John Desmond Bernal
Pour les articles homonymes, voir Bernal.
John Desmond Bernal, né le 10 mai 1901 à Nenagh (Irlande) et mort le 15 septembre 1971 à Camden Town en Londres, est un physicien britannique.

## Biographie

### Le scientifique
Il est élevé dans le catholicisme de son père (aux lointaines origines sépharades) et de sa mère américaine, diplômée de Stanford. Plus tard, il devient athée.
Il fait ses études à l'Emmanuel College de l'université de Cambridge, où il obtient une licence de mathématiques et de sciences en 1922.

Il entame ensuite des recherches sous la houlette de William Henry Bragg, directeur du laboratoire de recherche Davy-Faraday à Londres. En 1924, il détermine la structure du graphite.
Dans son groupe de recherche à Cambridge, il côtoie Dorothy Crowfoot Hodgkin, avec laquelle il effectue de nombreuses découvertes dans le domaine de la diffractométrie de rayons X. Il devient ensuite professeur de physique à Londres, où de nombreux scientifiques renommés travaillent avec lui : Rosalind Franklin, Aaron Klug et Max Perutz. Il devient par ailleurs membre de la Royal Society le 6 mai 1937, ainsi que membre de l'Académie roumaine.
Il est également connu pour avoir inventé la Sphère de Bernal en 1929. Cette année-là, il propose l'idée que les intelligences extra-terrestres doivent être artificielles.
Il développe le Port Mulberry, un port artificiel construit lors de la Seconde Guerre mondiale pour permettre l'approvisionnement des armées alliées dans les jours qui suivent le débarquement de Normandie.

### Le militant politique
Parallèlement à ses recherches, Bernal mène une vie militante intense. Il entre en 1923 au Parti communiste de Grande-Bretagne, qu'il quitte en 1933.
Il obtient le Prix Staline pour la paix en 1953, pour ses activités en faveur de la paix. À la mort du dirigeant soviétique, il écrit une notice nécrologique de Staline dans laquelle il le décrit comme « un grand scientifique [qui a combiné] une approche profondément scientifique de tous les problèmes avec sa capacité de sentir et de s’exprimer en termes simples et directs ».
À la mort de son ami Frédéric Joliot-Curie, il lui succède à la présidence du Conseil mondial de la paix (1958-1971).
La maison en Londres où Bernal mourut, no 44 Albert Street, Camden Town, a une blue plaque commémorative depuis 2001.
Il épouse Agnes Eileen Sprague, secrétaire, le 21 juin 1922, dont il a deux enfants, puis il partage la vie de la riche héritière Margaret Gardiner (1904-2005) dont il a un fils, Martin Bernal (1937-2013), puis il a un enfant de Margot Heinemann.

## Publications
- On the Interpretation of X-Ray, Single Crystal, Rotation Photographs, Proceedings of the Royal Society of London (1926)
- The World, the Flesh and the Devil: An Enquiry into the Future of the Three Enemies of the Rational Soul, Jonathan Cape (1929). Traduction française et préface par Thomas Primerano  (ISBN 2322439592) 2022, BOD.
- Aspects of Dialectical Materialism (1934)
- La Fonction sociale de la science (The Social Function of Science), (1939)
- La science et le sort des hommes, traduction de Paul Langevin (1945)
- Science and the Humanities (1946)
- The Freedom of Necessity (1949)
- The Physical Basis of Life (1951)
- Marx and Science (1952)
- Phase Determination in the X-Ray Diffraction Patterns of Complex Crystals and its Application to Protein Structure (1952)
- Science and Industry in the Nineteenth Century (1953)
- The Use of Fourier Transforms in Protein Crystal Analysis (1953)
- Science in History (1954)
- World without war (1958)
- A Prospect of Peace (1960)
- Need There Be Need? (1960)
- The structure of water and its biological implications (1965)
- The Origin of Life (1967)
- The relation of microscopic structure to molecular structure (1968)
- Emergence of Science (1971)
- The Extension of Man, A History of Physics before 1900 (1972)
- On History (1980)
- Engels and Science, Labour Monthly.
- After Twenty-five Years
- Peace to the World, British Peace Committee.